# Liste des représentants permanents de la France auprès du Comité politique et de sécurité
Cet article recense, par ordre chronologique, les diplomates français qui ont occupé le poste d'ambassadeur, représentant permanent de la France à Bruxelles auprès du Comité politique et de sécurité (COPS), un organe de l'Union européenne, depuis sa création en 1999, et auparavant, auprès de l'Union de l'Europe occidentale (UEO), depuis sa création en 1993 jusqu'à sa dissolution en 2011.
| Ambassadeur                | Décret de nomination | Décret de nomination | Organisation | Photo |
| -------------------------- | -------------------- | -------------------- | ------------ | ----- |
| Richard Duqué (d)          | 4 janvier 1993       | [ 1 ]                | UEO          |       |
| Jean-Marie Guéhenno        | 12 juillet 1993      | [ 2 ]                | UEO          |       |
| Jean-Jacques Subrenat      | 23 août 1995         | [ 3 ]                | UEO          |       |
| Michel Duclos (d)          | 24 juin 1998         | [ 4 ]                | UEO          |       |
| Sylvie Bermann             | 25 juillet 2002      | [ 5 ]                | UEO et COPS  |       |
| Christine Roger (d)        | 3 novembre 2005      | [ 6 ]                | UEO et COPS  |       |
| Jean-Louis Falconi (d)     | 12 novembre 2009     | [ 7 ]                | UEO et COPS  |       |
| Philippe Setton (d)        | 12 juillet 2013      | [ 8 ]                | COPS         |       |
| Nicolas Suran (d)          | 3 août 2016          | [ 9 ]                | COPS         |       |
| Claire Raulin (d)          | 29 mai 2019          | [ 10 ]               | COPS         |       |
| Mathilde Félix-Paganon (d) | 26 juillet 2023      | [ 11 ]               | COPS         |       |